# Jules White
Jules White (født Julius Weiss 17. september 1900, død 30. april 1985) var en ungarsk-født amerikansk filminstruktør og filmproducer, der er bedst kendt for sine komediefilm med The Three Stooges.
Han var nomineret til en Oscar for bedste kortfilm fire gange.